# 목 조르기

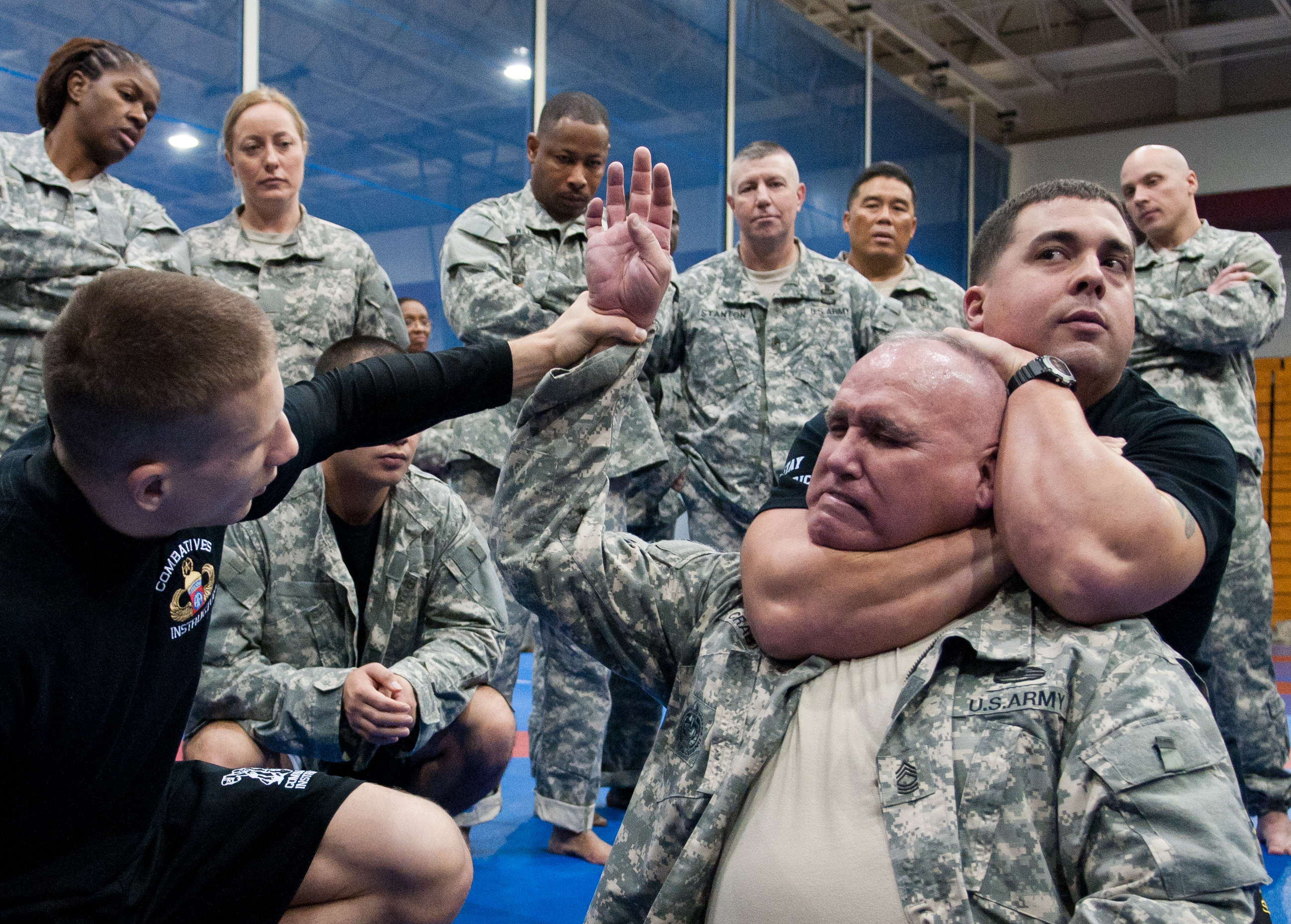
리어 네이키드 초크 시범을 보이는 미 육군

목 조르기(영어: Chokehold 또는 choke 또는 stranglehold)는 적의 목을 통해 공기나 피가 흐르지 않도록 조이는 행위를 뜻하는 용어이다.
적을 무의식적으로 만드는 시간은 목 조르기의 유형에 따라 다르지만 평균적으로는 9초로 기록되었다.
피와 공기의 부재는 계속 유지될 경우 무의식, 심지어는 사망으로 이어질 수 있다. 목 조르기는 무예, 격투 스포츠, 자기방어, 법집행, 군대 백병전 등에 사용된다.

## 같이 보기
- 기절 놀이
- 관절기
- 길로틴 초크